# The Banner Saga 2
The Banner Saga 2 est un jeu vidéo de type tactical RPG développé par Stoic Studio. Sorti le 19 avril 2016, c'est la suite de The Banner Saga et le deuxième épisode de la trilogie. Comme son prédécesseur, ce jeu se déroule dans un univers médiéval fantastique inspiré par la culture viking et la mythologie nordique.
Il a pour suite The Banner Saga 3.

## Accueil
- Jeuxvideo.com : 16/20[1]